# Gröbener Fließ
Das Gröbener Fließ ist ein Meliorationsgraben und orographisch linker Zufluss der Nuthe auf der Gemarkung der Stadt Ludwigsfelde im Landkreis Teltow-Fläming in Brandenburg.

## Verlauf
Der Graben beginnt in einem Waldgebiet, der Siethener Heide, die sich westlich des Stadtzentrums und dort nördlich der Bundesautobahn 10 erstreckt. Dort befinden sich mehrere Weiher, die jedoch keinen direkten Zufluss zum Fließ besitzen. Es verläuft zunächst in westlicher, dann in südwestlicher Richtung und unterquert die genannte Bundesautobahn. Das Fließ erreicht eine landwirtschaftlich genutzte Fläche, die sich nördlich des Ludwigsfelder Ortsteils Siethen befindet. Es unterquert die Berliner Chaussee und durchfließt den Siethener See. Das Fließ tritt am westlichen Ufer aus und fließt anschließend in den Gröbener See, der sich nördlich des Ludwigsfelder Ortsteils Jütchendorf befindet. Es tritt an dessen Nordwestufer aus und verläuft zwischen dem Ludwigsfelder Ortsteil Gröben im Nordwesten und dessen Wohnplatz Am Fischerkietz im Südwesten in nordwestlicher Richtung hindurch. Von Westen fließen in Folge der Kuhdammgraben und der Horstgraben zu. Anschließend entwässert er nördlich von Gröben in die Nuthe.